# Lučivná
Lučivná es un municipio del distrito de Poprad en la región de Prešov, Eslovaquia, con una población estimada a final del año 2024 de 937 habitantes.
Se encuentra ubicado al oeste de la región, cerca del río Poprad (cuenca hidrográfica del río Vístula) y de la frontera con la región de Žilina.

## Demografía
| Año        | 1994 | 2004     | 2014    | 2024    |
| ---------- | ---- | -------- | ------- | ------- |
| Población  | 822  | 982      | 993     | 937     |
| Diferencia |      | +19,46 % | +1,12 % | −5,63 % |

| Año        | 2023 | 2024    |
| ---------- | ---- | ------- |
| Población  | 936  | 937     |
| Diferencia |      | +0,10 % |